# Секрет крыс
«Секрет Н.И.М.Х.» (англ. The Secret of NIMH) — анимационный фильм 1982 года об антропоморфных крысах, являющийся экранизацией книги «Миссис Фрисби и крысы НИПЗ» (англ. Mrs. Frisby and the Rats of NIMH), написанной американским писателем Робертом О’Брайеном. Название фильма позже было использовано для новых изданий книги. Режиссёр фильма — Дон Блут.

## Сюжет
Фильм повествует историю овдовевшей полевой мыши, миссис Брисби (Элизабет Хартман), которая пытается найти кого-то, кто поможет ей спасти её сына Тимоти (Ян Фрид). Тим болен пневмонией и из-за этого не может покинуть дом Брисби (ему необходимо соблюдать постельный режим в течение трёх недель), если миссис Брисби и её семья останутся на месте, то они погибнут под плугом во время весенней вспашки земли. По совету Большого Филина (Джон Кэррадайн), Брисби обращается к крысам из NIMH, которые убежали из лаборатории, где люди ставили эксперименты по увеличению интеллекта крыс. Крысы помогают Брисби сберечь её семейство.

## Персонажи

Миссис Брисби читает летопись Никодимуса (кадр из мультфильма «Секрет крыс»)

### Миссис Брисби
Миссис Брисби (англ. Mrs. Brisby) — героиня истории. Она — полевая мышь, чей муж Джонатан Брисби недавно пропал без вести. Убитая горем, она, тем не менее, находит в себе силы заботиться о своих четырёх детях. В начале фильма мы видим, что один из её детей, Тимоти, заболел. Ему становится всё хуже, и мистер Эйджис ставит диагноз — пневмония. Миссис Брисби обеспокоена, так как Тимоти заболел в очень неподходящий момент — настал «день переезда», когда фермер, владеющий землёй, где они живут, собирается вспахать поле после зимы. Миссис Брисби понимает, что семья должна переехать на новое место, иначе она рискует погибнуть под плугом, а перемещать Тимоти в его состоянии очень рискованно. Не зная что делать, она идет к загадочному зверю, известному как Большая Сова, который советует ей обратиться к крысам из NIMH.
Миссис Брисби ещё не знает, что крысы глубоко почитают заслуги её мужа и обязаны ей помочь. Она совершает опасное путешествие, чтобы не только спасти Тимоти и других своих детей, но и лучше познать себя и своего недавно погибшего мужа.
Миссис Брисби — персонаж, который полюбился многим, и является символом всего лучшего и доброго. Хотя, по сравнению с персонажем из книги (миссис Фрисби), Брисби показана в фильме значительно более подверженной влиянию эмоций. Мы видим как она постоянно даёт выход своим эмоциям, а когда подвергается серьёзным испытаниям, выглядит очень храброй.

### Мартин Брисби
Мартин (англ. Martin) — самый старший сын Брисби и второй из четырёх детей. Характер Мартина — бунтарский, отчасти даже разрушительный и дерзкий, хотя по своей сути он добрый и заботливый. Он немного толстоват для своего возраста, одет в удобную обтягивающую синюю футболку. Персонаж Мартина в мультфильме значительно отличается от персонажа из книги: в литературном первоисточнике Мартин — воспитанный, хотя и немного опрометчивый. Разница становится заметна, когда, например, анимационный аналог громко ругается (его ссора с Тётушкой Землеройкой) и немного дерётся.
Предположительно, Дон Блут приоткрыл нам загадочную судьбу этой молодой мыши в последних кадрах фильма — фактически, можно предположить, что это был более старый Мартин. Божественная роль этой мыши останется тайной культа целую вечность. Мартин, возможно, занимает второе место из всех детей Брисби по количеству альтернативных историй, созданных поклонниками. В этом отношении он уступает только Тимоти.

### Тереза Брисби
Тереза (англ. Teresa) — самая старшая дочь Брисби и самая старшая из четырёх детей. Тереза — абсолютная противоположность Мартину: тихая, воспитанная, и очень ответственная. Тереза имеет наибольшее сходство со своей матерью во взглядах и в образе мышления, а также в поведении. Заметна дерзкая сторона личности Терезы, но она умеет держать себя под контролем и это ей удаётся лучше, чем опрометчивому младшему брату Мартину.
Терезу можно узнать по её простому платью и большой розовой бабочке на её пушистой голове. Она остаётся на хозяйстве, пока миссис Брисби отсутствует, несмотря на недовольство Мартина — ведь формально он — «главный мужчина в доме» (по крайней мере, он так думает). В целом, Тереза так же производит впечатление ответственной, зрелой и взрослой.

### Тимоти Брисби
Тимоти (англ. Timothy) — вокруг него завязан сюжет повествования. Он — младший сын и третий из четырёх родившихся. По сюжету Тимоти болен пневмонией и проводит всё время в постели. Он — очень маленький и худенький из-за последствий укуса паука в таком раннем возрасте. Всё это отражается на его физическом росте и здоровье.
Тимоти символизирует непрерывную борьбу за жизнь. Мы видим его лишь в коротких фрагментах, всё время он проводит в постели. Тем не менее, по книге у Тимоти более содержательные диалоги. В книге он описан как наиболее способный и интеллектуально развитый из всех детей. Относительный недостаток символической проработки персонажа Тимоти часто считается одной из наиболее слабых особенностей фильма. Его судьба наиболее интенсивно обсуждается и интерпретируется поклонниками как фильма, так и книги. Он, вероятно, самый популярный из детей в фантазиях поклонников. Он играет главные роли во всех последующих рассказах на основе сюжета книги, а также сюжета фильма.

### Синтия
Синтия (англ. Cynthia) — самый младший ребёнок, дочь миссис Брисби. Синтия выглядит самой необычной из всех четырёх детей у родителей — у неё сливочно-жёлтый мех и она носит изумрудный зелёный пояс. Синтия сильно выделяется среди остальных детей несмотря на свой юный возраст.
В книге Синтия описана как легкомысленный, «не от мира сего» ребёнок: «Всего понемногу — и светлая голова, и слишком любит танцевать».

### Джереми
Джереми (англ. Jeremy) — благонамеренный, но ворчливый и, отчасти, вредный ворон, который сопровождает миссис Брисби в её путешествиях. Он возомнил себя дамским угодником и верит, что неотразим и обаятелен. В действительности Джереми непрерывно и не переставая болтает, кажется вечно недовольным и чем-то озабоченным. Несмотря на это, он очень порядочный и искренне желает помочь миссис Брисби. Иногда Джереми становится обузой для миссис Брисби, но иногда он — полезный помощник. Миссис Брисби часто приходится чем-то занять Джереми, отвлекая его на что-либо другое, чтобы она смогла спокойно продолжить свои поиски. В книге Джереми более понятливый и тихий.

### Мистер Эйджес
Мистер Эйджес (англ. Mr. Ages) — старая мышь-механик, живущий в заброшенной молотилке на том же самом поле, что и миссис Брисби и её дети. Он отшельник, которому неизвестны законы приличия — он очень часто ведёт себя грубо по отношению к другим, независимо от того, есть ли на то причины или нет. Хотя он кажется нелюдимом, он искренне стремится заботиться о других, особенно по отношению к семейству Брисби. Он не только обладает техническими навыками, но также ботаник, знахарь и алхимик; как доктор он помогает многим животным, живущим на поле, исцеляет их недуги передовыми методами лечения. Как оказывается позже, мистер Эйджес на самом деле убежал из Национального института психического здоровья (NIMH) вместе с крысами и Джонатаном Брисби. Мистер Эйджес и Джонатан были такими же объектами для экспериментов NIMH’а по увеличению интеллектуальных способностей, как и крысы. Во время экспериментов с ними проделывали то же самое, что и с крысами, и по неизвестным причинам интеллект мышей, который изначально был значительно ниже, вдруг резко взметнулся вверх. Только благодаря Джонатану и мистеру Эйджесу побег оказался успешным.
Мистер Эйджес не хочет жить с крысами, но он помнит о них и иногда навещает. Он часто усыпляет фермерского кота Дракона, подсыпая ему в миску с едой снотворное — в результате кот спит весь день, что обеспечивает безопасность передвижения мышей. Мистер Эйджес подавлен смертью Никодемуса и считает, что не сможет найти столь же верного друга, как Никодемус или Джонатан. Неизвестно, что произошло бы, если бы мистер Эйджес ушёл вместе с крысами в Долину Шипов. В книге мистер Эйджес — носитель высоких принципов и морали. В фильме он, в основном, выполняет аналогичную роль.

### Джастин
Джастин (англ. Justin) — крыса из NIMH, член тайного сообщества крыс, убежавших из этого научно-исследовательского центра после того, как в результате экспериментов возрос уровень их интеллекта. Джастин является капитаном отряда, охраняющего крыс. Он очень любезен и обходителен, что делает его харизматичной личностью. Джастин является правой рукой лидера крыс Никодемуса, а ранее оказывал поддержку мужу миссис Брисби — поэтому он глубоко сопереживает и пытается помочь ей на протяжении всего фильма.
В целом личность литературного Джастина идентична личности Джастина нарисованного, но судьба этого персонажа в фильме существенно отличается от судьбы прототипа из книги. В конце книги Джастин жертвует собой ради спасения крыс из NIMH, совершая отвлекающий манёвр, в то время как по сюжету фильма он не только остаётся живым, но и сражается на саблях с обезумевшим Дженнером (в книге такой дуэли нет). После битвы Джастин становится лидером крыс из NIMH, и под его руководством крысы уходят в Долину Шипов, чтобы на новом безопасном месте начать новую жизнь. В фильме показано, как зарождаются близкие взаимоотношения между Джастином и миссис Брисби, но как потом оказалось, из их романа так ничего и не вышло.

### Никодемус
Никодемус (англ. Nicodemus) — лидер крыс из NIMH. В фильме Никодемус показан как старик-волшебник и прорицатель, он старше любой другой крысы. Тем не менее, по книге Никодемус — не такой уж старик, он предстаёт перед нами довольно сильным персонажем, а особый шарм опытного лидера ему придаёт повязка, прикрывающая отсутствующий глаз. В целом, книжный и анимационный персонажи Никодемуса играют одинаковую роль, являясь мудрыми наставниками для миссис Брисби. Никодемус рассказывает миссис Брисби историю крыс из NIMH, а также раскрывает значительную роль её мужа — благодаря интеллектуальным способностям Джонатана и мистера Эйджиса побег оказался успешным, а высокий уровень интеллекта унаследовали все его дети.
Конечно, в побеге участвовало много мышей, но почти все они погибли под лопастями вентилятора, который засосал их во время дерзкого побега из NIMH. Только Джонатан оказался способен открыть люк, преграждающий путь на свободу, и с тех пор крысы глубоко благодарны ему и его семье. Никодемус скрытно наблюдает за действиями миссис Брисби, видит безвыходное положение, в котором оказалась семья из-за болезни Тимоти. Он понимает, что, только применив все имеющиеся средства и объединив усилия и способности всех крыс, можно помочь их семье. Здесь появляется ещё одно различие между книгой и фильмом: в книге этот замысел возымел успех, в то время как в фильме Дженнер устроил саботаж и несчастный случай, в результате которого Никодемус погибает. Перед этим Никодемус даёт миссис Брисби загадочный амулет, светящийся красным светом. Возможно, это одна из находок Джонатана, но в фильме на этот счёт нет однозначного ответа.
Никодемус мечтал объединить крыс, чтобы увести их в дикие места под названием Долина Шипов — это позволило бы крысам жить на самообеспечении (до этого все средства для жизнедеятельности, в том числе электричество, крысы брали у людей). Никодемус понимал, что крысы, ставшие значительно более развитыми и интеллектуальными существами, способны жить самостоятельно, а не за счёт человека. Дженнер не согласен с этим: как и некоторые другие крысы, он считает, что их жизнь и так хороша, а текущее положение крыс всех устраивает. Тем не менее, после смерти Никодемуса Джастин берёт руководство на себя и возглавляет миграцию крыс в Долину Шипов — они уходят прежде, чем NIMH получает возможность убить крыс.

### Дженнер
Дженнер (англ. Jenner) — основной злодей по сюжету, хотя и появляющийся только в середине повествования. Возможно, персонажи Дженнера из книги и фильма отличаются более всех остальных — в книге Дженнер едва заметен и не является злодеем. Конечно, он оспаривал решение Никодемуса о переселении в отдалённое место и верил, что лучший способ для выживания — это вернуться в город, где есть обильные ресурсы. Эта дилемма расколола крыс на два лагеря, но больше сторонников было у Никодемуса. Дженнера и его приверженцев могли поймать и уничтожить в NIMH’е — такой исход событий описывается в неофициальных продолжениях книги.
Дженнер воплощён в фильме в полном несоответствии с книгой, его персонаж сильно переработан. Вместо того, чтобы остаться в городе с другими сбежавшими крысами, как это показано в книге, в фильме Дженнер вместе с ними находит убежище под розовым кустом и становится выдающимся членом крысиного сообщества. Дженнер категорически не согласен с планом Никодемуса, согласно которому надо покинуть розовый куст и уйти в неизведанные места под названием Долина Шипов. У крыс, живущих под розовым кустом, есть электричество — они крадут его у фермера для того, чтобы снабжать себя энергией. Никодемус же убеждён, что крысам, если они хотят развиваться дальше и выжить, необходимо начать вырабатывать свою собственную энергию и уйти в более уединённые места.
Дженнер считает, что всё это — ерунда, и планирует вместе со своим другом Салливаном убийство Никодемуса. Дженнер видит, что Салливан не способен на убийство, поэтому он самостоятельно разрезает верёвку в системе блоков, перемещающих дом миссис Брисби в безопасное место — дом срывается и падает вниз прямо на лидера крыс, убивая его. Дженнер остаётся доволен содеянным, но тут его пристальный взгляд падает на амулет миссис Брисби — из-за этого он приходит в ярость (очевидно, для него этот амулет имеет большое значение). Он пытается напасть на неё, но Джастин встаёт на защиту, вызывая Дженнера на поединок. Салливан пытается помочь Джастину, но Дженнер тяжело ранит его. Во время битвы Дженнер рассказывает Джастину, что смерть Никодемуса не была несчастным случаем. После длинного поединка Джастин ранит Дженнера, но не убивает его. Дженнер взбирается на скалу и снова берёт свою саблю, нападая на Джастина. Джастину грозит смерть от лап Дженнера, но едва живой Салливан берёт кинжал и бросает его в злодея — кинжал вонзается в спину Дженнера, от чего тот яростно рычит, падает с высокой скалы и разбивается насмерть.

### Тётушка Землеройка
Тётушка Землеройка (англ. Auntie Shrew, озвучивает Гермиона Баддели) — одна из соседок семьи Брисби, заботящаяся о четырёх детях, когда миссис Брисби отлучается по делам. Она во всём старается следовать строгим правилам, и у неё это хорошо получается — она помогает избежать гибели миссис Брисби под плугом как в фильме, так и по книге. Она видит, что семейству Брисби очень трудно, и старается как можно больше помогать им. Ей, конечно, приходится очень туго с детьми, особенно с Мартином, который всячески пытается конфликтовать с Землеройкой. Она боится и ненавидит крыс.

### Салливан
Салливан (англ. Sullivan) — тучная крыса, друг Дженнера. Салливан — член верховного совета крыс и принадлежит к элите. Тем не менее, в конце-концов он оказывается добросердечным. Изображён как слабак, легко поддается влиянию Дженнера, который уговаривает его помочь убить Никодемуса. Салливан прекрасно понимает, что не в состоянии совершить убийство, из-за чего Дженнер лично саботирует операцию по перемещению дома и убивает Никодемуса. Салливан чувствует себя виноватым и помогает Джастину победить Дженнера ценой собственной жизни. В решающий момент противостояния Салливан из последних сил бросает нож, который пронзает Дженнера прежде, чем он сможет убить Джастина. По сравнению с фильмом, его роль в книге не такая значительная.

### Брутус
Брутус (англ. Brutus) — огромная и очень страшная крыса, охраняющая вход в колонию крыс, спрятанную под розовым кустом. Крайне бдителен и беспощаден к нарушителям. В фильме его личные качества не раскрыты. Основная его сцена — это яростная погоня, где он пытается прогнать миссис Брисби, даже не выслушав её объяснений. Устрашающий эффект оказывает его мрачная фигура гигантского роста с ярко горящими глазами, вооружённая электрическим копьем. В фильме он выглядит грозно, но на самом деле мимо него довольно легко пройти — это становится ясно после неожиданного появления мистера Эйджиса, который не тратит время на уговоры, а быстро проводит миссис Брисби в колонию. В книге Брутус присутствует только в описаниях; там он — второстепенный персонаж, чего нельзя сказать о персонаже фильма. Но как в фильме, так и в книге, он — обычная примитивная крыса, которая сначала действует, а лишь потом думает.

### Джонатан Брисби
Джонатан Брисби (англ. Jonathan Brisby) практически не появляется в фильме, за исключением короткой сцены воспоминаний. Тем не менее, присутствие Джонатана ощущается на протяжении всего повествования. Отец Терезы, Мартина, Тимоти, Синтии и муж миссис Брисби, Джонатан вёл двойную жизнь. Он убежал из NIMH вместе с крысами и мистером Эйджисом, а в результате проведённых над ним экспериментов обрёл интеллект. Джонатан умирает ещё до начала рассказа — возможно, он был съеден котом Драконом, хотя обычно ему удавалось усыплять этого кота, чтобы крысы и другие мелкие животные могли безопасно перемещаться (небольшой рост Джонатана позволял ему проникать на кухню деревенского дома). Так случилось, что однажды он ушёл и не вернулся. Был ли Джонатан пойман или нет — популярная тема дискуссий среди поклонников рассказа. Независимо от подробностей, потеря Джонатана была большой неожиданностью для всех, а также послужила толчком для миссис Брисби в раскрытии истины о судьбе её мужа. Джонатан никогда не рассказывал семье о своём прошлом, равно как и о крысах из NIMH (возможно, он встретил миссис Брисби уже после своего побега). Причиной глубоких познаний Джонатана были эффекты экспериментов NIMH, которые не только повысили его интеллект, но также резко увеличили продолжительность жизни. Джонатан, как и все его дети, стареет значительно медленнее, чем миссис Брисби, так как она — обычная полевая мышь. Из-за этих различий Джонатан чувствовал себя виноватым, но так и не решился рассказать о своей природе. В книге он умирает, лишь только собравшись поведать семье правду. В результате Миссис Брисби приходится искать истину самостоятельно, по мере развития событий.
Джонатан, возможно, наиболее неоднозначный персонаж в сюжете из-за его постоянного «эфирного», незаметного присутствия. О его взаимоотношениях с детьми и связях с крысами NIMH можно только догадываться, но в согласии с книгой, где сцен с его участием значительно больше, он был достаточно порядочной мышью. Уникальная деталь фильма — Красный Амулет. Очевидно, Джонатан хотел, чтобы именно миссис Брисби владела амулетом в память о муже. Загадочное происхождение Амулета даёт основание предполагать, что именно Джонатан создал его. Это наиболее популярная тема для фантазии, и на основании этого поклонниками было создано много собственных рассказов.

## Комментарии и критика фильма
Фильм снискал превосходные отзывы критиков как один из лучших из когда-либо созданных анимационных фильмов. Фильм был ответом Блута на недостаток качественных анимационных лент, выпускающихся студией Диснея, а также на удешевление их производства. Блут полагал, что единственный способ сохранить качество анимации — это возврат к традиционным старым методам производства фильмов, от которых отказались в пользу более дешёвых способов. Блут, вместе с некоторыми другими мультипликаторами, ушёл со студии Диснея, чтобы доказать это.
Блут интенсивно использовал многие методы, впервые применявшиеся в таких диснеевских мультфильмах, как «Спящая красавица», одновременно экспериментируя с несколькими новыми методами — к примеру, с подсветкой целлулоида.
Несмотря на прекрасный художественный уровень, фильм не обрёл кассового успеха. «Секрет Н.И.М.Х.» был выпущен приблизительно в тот же период времени, что и блокбастер Стивена Спилберга «Инопланетянин» (англ. E.T.). Возможно, на кассовые сборы также повлияли противоречия между «Аврора Продакшн» — компанией, финансировавшей «Секрет крыс», и «Юнайтед Артистс», купившей «Аврору» ещё до выпуска фильма. К тому же оказалось, что фильм получился на удивление страшным для маленьких детей, несмотря на то, что он получил рейтинг «G» — даже компания Уолта Диснея изначально отвергала этот проект, посчитав, что фильм получится «слишком мрачным» и сложным для восприятия, что может спровоцировать его финансовый провал. Тем не менее, фильм постепенно становился культовым, что впоследствии обеспечило успех его видеоверсии для домашнего просмотра.
Также «Секрет крыс» оказал глобальное влияние на мир анимации в целом. Стивену Спилбергу фильм понравился так сильно, что он настоял на работе с Доном Блутом над созданием фильма «Американский хвост» (англ. An American Tail). Несмотря на то, что «Американский хвост» имел бо́льший финансовый успех, многие считают «Секрет крыс» Дона Блута наилучшей его работой.

## Сиквелы
В 1998 году было снято продолжение фильма — «Секрет Н.И.М.Х. 2» (англ. The Secret of NIMH 2: Timmy To The Rescue). Этот фильм был создан без разрешения Дона Блута. Поклонники считают, что продолжение лишь опозорило первый фильм из-за низкого качества анимации и скудного использования оригинальных персонажей. Продолжение больше похоже на анимационную музыкальную комедию, чем заметно отличается от оригинального фильма («Секрет Н.И.М.Х.» не имеет музыкальных номеров за исключением сопровождения на заднем плане и в титрах, а также песни миссис Брисби). Также изъяном часто считается утеря такой яркой детали, как Амулет (см. выше).
В «Секрете Н.И.М.Х. 2: Тимми спешит на помощь» Мартин становится избалованным и злым, а Тимоти должен противостоять ему, чтобы спасти крыс. Возможно, это именно та главная особенность второго фильма, которая раздражает многих поклонников оригинального фильма и книги, так как очевидно, что сделать Мартина злым — это крайне надуманный и примитивный ход. На своём веб-сайте Дон Блут с иронией заявил, что теоретически и с не меньшей вероятностью от создателей фильма можно было бы ожидать, что Тимоти будет злодеем, а Мартин — главным персонажем.
Некоторыми источниками предполагалось, что в 2001 году будет выпущено очередное продолжение с названием «Секрет крыс 3: Начало» (англ. The Secret of NIMH 3: Beginning). Однако, до настоящего времени мультфильм так и не увидел свет. Неподтверждённые сведения о картине можно найти в базе IMDb.